# Christian Clavier
Christian Clavier (Parijs, 6 mei 1952) is een Franse acteur.
Na zijn studie aan het Parijse Instituut voor Politieke Studies begon hij zijn carrière als comedyacteur. Hij speelde in een aantal grote producties, waaronder twee keer in een Asterix en Obelix-film  en in Qu'est-ce qu'on a fait au Bon Dieu? (2014). Hij speelde Thénardier in de miniserie Les Misérables (2000). Hij vertolkte de titelrol in de groots opgezette miniserie Napoleon (2002). In de meeste van die producties speelde hij samen met Gérard Depardieu.

## Belangrijkste films

### Acteur
- 1973: L'An 01
- 1975: Que la fête commence
- 1975: C'est pas parce qu'on a rien à dire qu'il faut fermer sa gueule
- 1975: Le Bol d'air
- 1976: Attention les yeux !
- 1976: F... comme Fairbanks
- 1977: Des enfants gâtés
- 1977: L'Amour en herbe
- 1977: Dites-lui que je l'aime
- 1977: Vous n'aurez pas l'Alsace et la Lorraine
- 1977: Le Diable dans la boîte
- 1978: La Tortue sur le dos
- 1978: Les Bronzés
- 1979: Les héros n'ont pas froid aux oreilles
- 1979: Les Bronzés font du ski
- 1980: Cocktail Molotov
- 1980: Je vais craquer !!!
- 1981: Clara et les Chics Types
- 1981: Les Babas Cool
- 1982: Elle voit des nains partout !
- 1982: Le Père Noël est une ordure
- 1982: Merci Bernard
- 1983: Rock 'n Torah
- 1983: Papy fait de la résistance
- 1985: L'Été 36
- 1986: Twist again à Moscou
- 1987: La Vie dissolue de Gérard Floque
- 1988: Sueurs froides (série télévisée, 1988)
- 1988: Palace of Ça c'est palace
- 1989: Les Cigognes n'en font qu'à leur tête
- 1989: Fantômes sur l'oreiller
- 1989: Mieux vaut courir
- 1989: Mes meilleurs copains
- 1990: Les gens ne sont pas forcément ignobles
- 1991: L'Opération Corned-Beef
- 1991: Les Secrets professionels du Dr. Apfelglück
- 1993: Les Visiteurs
- 1993: La Soif de l'or
- 1994: La Vengeance d'une blonde
- 1994: Grosse fatigue
- 1995: Les Anges gardiens
- 1997: Les Sœurs Soleil
- 1998: Les Couloirs du temps : Les visiteurs 2
- 1999: Asterix & Obelix tegen Caesar
- 2000: Les Misérables
- 2001: Les Visiteurs en Amérique (Just Visiting)
- 2002: Asterix & Obelix: missie Cleopatra
- 2002: Napoléon
- 2003: Lovely Rita, sainte patronne des cas désespérés
- 2004: Albert est méchant
- 2004: L'Enquête corse
- 2005: L'Antidote
- 2006: Les Bronzés 3, Amis pour la vie
- 2007: L'Auberge rouge
- 2009: La Sainte Victoire
- 2011: On ne choisit pas sa famille
- 2013: Les Profs
- 2014: Qu'est-ce qu'on a fait au Bon Dieu?
- 2014: Le grimoire d'Arkandias
- 2017: À bras ouverts
- 2019: Qu'est-ce qu'on a encore fait au Bon Dieu?
- 2022: Qu'est-ce qu'on a tous fait au Bon Dieu?

### Producent
- Les Visiteurs 2 : Les Couloirs du temps (1998)
- Les Visiteurs en Amérique (2001)
- Le Cœur sur la main (2001)
- Lovely Rita, sainte patronne des cas désespérés (2003)